# Platter Herzflagellat
Der Platte Herzflagellat (Phacus pleuronectes) ist eine Protisten-Art aus der Gattung Phacus. Sie kommt in stehenden, nicht verschmutzten Gewässern vor.

## Merkmale
Phacus pleuronectes ist 45 bis 100 Mikrometer lang und 30 bis 70 Mikrometer breit. Der Stachel der Zellen ist schief angesetzt und kurz. Eine Seite des Körpers ist flach, die andere ist aufgewölbt und bildet einen von vorne bis hinten durchziehenden Grat. Die Membran ist längsgestreift. Die Geißel ist geringfügig länger als der Körper. Die Chloroplasten sind scheibenförmig.

## Belege